# Алексеевка (Елецкий район)
Алексе́евка — опустевшая деревня в Елецком районе Липецкой области России. Входит в состав Колосовского сельсовета.
Фактически урочище.

## Топоним
Другое название — Никулина. Носит от имени одного и фамилию другого из владельцев (Липецкая энциклопедия, Т.1, С.35).

## География
Находится в залесенной местности вблизи ручья Тальчик.

## История
Н. М. Огарков в издании «Липецкая энциклопедия» пишет: упомянута в  списке насёленных мест 1866 года как деревня владельческая Алексеевка (Никулина), 22 двора, 315 жителей. По переписи 1926 года Алексеевка (Никулина) 544 человек на 107 дворах.   На 1 января 1997 года — 1 житель, 1 хозяйства.

## Население
| 2010 |
| ---- |
| 0    |